# Sabagadis
Sabagadis (imię z chrztu Za-Manfas Kuedus, ur. około 1770 - zm. 15 lutego 1831) – dedżazmacz i zarządca prowincji Tigraj. Był synem szum Ualdu z prowincji Agame i członkiem plemienia Irob. Sabagadis pozostawił po sobie czterech synów: Aregawiego, Uelde Mikaela, Kassę, Balgada-Araję, a także liczne córki. Jego działalność przypada na okres rozbicia dzielnicowego Etiopii.

## Dojście do władzy
W pierwszej dekadzie XIX wieku, Sabagadis kilkukrotnie buntował się przeciwko rasowi Uelde Syllasje, jednak z czasem stał się jego wiernym pomocnikiem. Po śmierci Syllasje w 1816, Sabagadis podważył autorytet jego syna co do sukcesji i sam stał się najpotężniejszym wodzem w Tigraj. Ustanowił swoją stolicę w mieście Adigrat. Rządził prowincjami Tigraj, Semien, a także niewielkim pasem nadmorskich równin Erytrei (Hamasien, Akele Guzai i Seraje) w 1818.

## Polityka zagraniczna
Dedżazmacz Sabadagis uważał, że broń palna jest niezbędna do pokonania kawalerii należącej do wrogich mu regentów z dynastii Sjeru Guangul, którzy de facto rządzili Cesarstwem Etiopii w imieniu marionetkowych cesarzy. Sabadagis poświęcił wiele czasu na zbieraniu broni palnej i skupywaniu jej od Europejczyków. Jednym z jego celów było zajęcie, należącego w tym czasie do Turków osmańskich, portu w Massawie nad Morzem Czerwonym. Utrzymywał stosunki dyplomatyczne ze Zjednoczonym Królestwem. Do dziś zachował się list Sabagadisa do króla Jerzego IV Hanowerskiego. Władca Tigraj poprosił w korespondencji o stu kawalerzystów, stolarza i budowniczego kościołów, który zbudowałby drogę w jego kraju. Sabagadis napisał również list do koptyjskiego patriarchy Aleksandrii, Piotra VII, w którym skarżył się na zachowanie abuny Kuerellosa III i zapytywał ironicznie patriarchę w mocnych słowach: 

Czy wysłałeś go do nas dlatego, że nienawidzisz Etiopii? Czy nie wiedziałeś o jego zachowaniu i dlatego nam go przysłałeś?

 Innym, dużo ważniejszym polem polityki zagranicznej dedżazmacza, były znacznie bliższe relacje z licznymi władcami etiopskimi.

## Koalicja przeciwko regentowi
Sabagadis był w stałym kontakcie z chrześcijańskimi władcami Etiopii. W oparciu o swoją reputację utworzył koalicję razem z zarządcami Godżamu, Lasta i Semien przeciwko Marjo z Jedżu-Oromo - inderasowi (czyli regentowi) cesarstwa etiopskiego. Marjo pokonał dedżazmacza Goszu Zeude w Godżamie, a następnie główny trzon jego armii wymaszerował do Lasta, a następnie do prowincji Semien, gdzie wojska Marjo zaatakowały Uube Hajle Marjama. Sabagadis obserwował bitwę na granicy z Lasta i nie przyszedł z pomocą Uube, który poddał się rasowi Marjo. Sojusznicy zostali pokonani pojedynczo. Po zwycięstwie, Marjo postanowił położyć kres zagrożeniu płynącemu z Tigraj. Na czele oddziałów z Uello, Jedżu, Begiemdyru, Amhary, a także (przymusowo) wojsk Uube i Goszu, Marjo przekroczył rzekę Takaze, graniczącą z prowincją Tigraj. Armie dedżazmacza Sabagadisa, oraz rasa Marjo z Jedżu spotkały się czternastego lutego 1831 roku pod Debre Abbay. Oddziały Sabagadisa dysponowały większą ilością broni palnej, ale strzelcy byli słabo wyszkoleni i nie potrafili pokonać kawalerii oromskiej. W bitwie poległ Marjo, jednak jego zwolennicy walczyli dalej, pokonując ostatecznie siły Sabagadaisa. Ten chcąc uniknąć niewoli i zemsty ze strony ścisłych sojuszników Marjo, poddał się swojemu niedawnemu sprzymierzeńcowi, Uube, który złamał jednak obietnicę, odsyłając Sabagadisa do obozu Oromów, gdzie dedżazmacz został zabity w dniu piętnastego lutego w odwecie za śmierć Marjo. Jego szczątki rzekomo miały później spocząć w klasztorze Gunda Gunde. Chociaż był Tigrajczykiem, opłakiwali go również mieszkańcy prowincji Amhara.